# Мекловиц, Скотт
Скотт Мекловиц (англ. Scott Mechlowicz, род. 17 января 1981) — американский актёр.

## Биография
Скотт Мекловиц родился 17 января 1981 года в Нью-Йорке в еврейской семье. Его детство и юность прошли в Техасе, где он познакомился со своей будущей девушкой Хизер Уикс. В 1999 году он окончил среднюю школу, после чего один семестр учился в Техасском университете в Остине. Затем он переехал в Лос-Анджелес, где поступил в Калифорнийский университет, который окончил в 2003 году.
В кино Мекловиц впервые появился в 2003 году в небольшой роли в фильме «Нетландия». Спустя год актёр сыграл возможно свою самую знаменитую роль, Скотта Томаса, в молодёжной комедии «Евротур». Фильм получил позитивные отзывы критиков. В том же году на экраны вышла молодёжная драма «Жестокий ручей», в которой Мекловиц сыграл Марти, роль которого принесла ему премию «Independent Spirit». Он также снялся в клипе Гэвина Дэгроу на песню «I don’t want to be», в котором неподвижно стоит в футбольной форме. В 2005 году появился в качестве гостя в телевизионном сериале «Доктор Хаус».
В 2006 году Мекловиц снялся в фильме «Мирный воин», основанном на книге «Путь мирного воина», повествующем об атлете Дэне Миллмэне, роль которого он и сыграл. Его следующим фильмом является триллер «Пропавшие», снятый в 2005 году, но вышедший на экраны лишь в 2007 году.
В 2010 году он снялся в двух фильмах «В ожидании вечности» с Рэйчел Билсон, Блайт Даннер, Ричардом Дженкинсом и Томом Старриджем в главных ролях, а также в драме «Undocumented».
1 апреля 2011 года в кинотеатрах вышел фильм «Кошачий забег» с Мекловицем, Пас Вегой и Джанет Мактир в главных ролях.

## Фильмография
| Год  |   | Русское название    | Оригинальное название | Роль          |
| ---- | - | ------------------- | --------------------- | ------------- |
| 2003 | ф | Нетландия           | Neverland             | Сми           |
| 2004 | ф | Жестокий ручей      | Mean Creek            | Марти Бланк   |
| 2004 | ф | Евротур             | EuroTrip              | Скотт Томас   |
| 2004 | с | Доктор Хаус         | House                 | Дэн           |
| 2006 | ф | Мирный воин         | Peaceful Warrior      | Дэн Миллмэн   |
| 2006 | ф | Пропавшие           | Gone                  | Тейлор        |
| 2010 | ф | В ожидании вечности | Waiting for Forever   | Джим Доннер   |
| 2010 | ф | Нелегалы            | Undocumented          | Трэвис        |
| 2011 | ф | Всем нужна Кэт      | Cat Run               | Энтони Хестер |
| 2012 | ф | Эден                | Eden                  | Джесси        |
| 2014 | ф | Всем нужна Кэт 2    | Cat Run 2             | Энтони Хестер |
| 2015 | ф | Последний обряд     | Demonic               | Брайан        |